# Schwimmer (Haushaltsgerät)

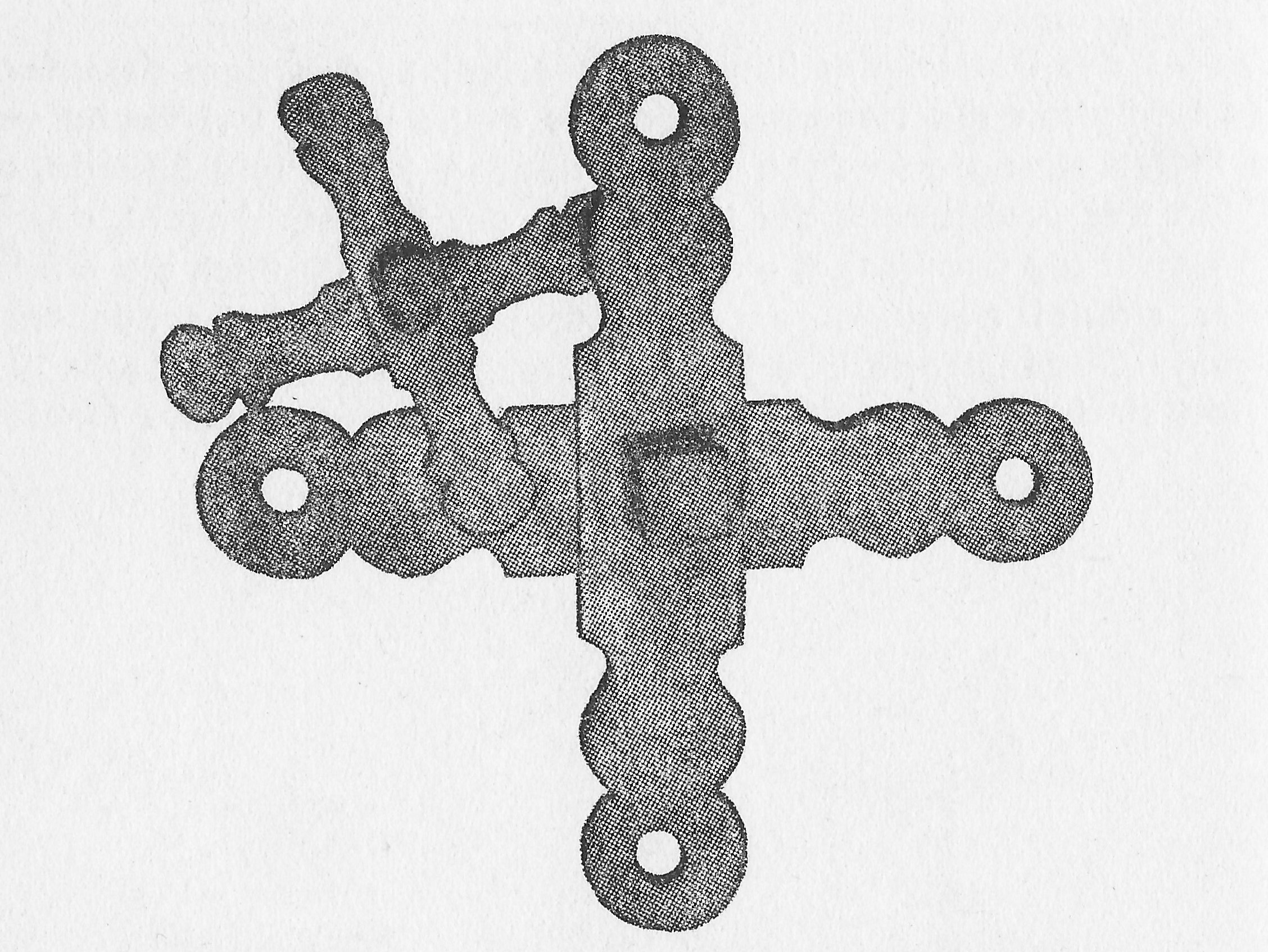
Zwei hölzerne Schwimmer unterschiedlicher Größe, Aufnahme 1935 oder früher durch Alfred Bogen

Der Schwimmer ist ein aus Holz gefertigtes Kreuz, das dazu dient, beim Tragen von mit Wasser gefüllten Behältnissen ein Ausschwappen des Wassers zu verhindern.
Schwimmer werden auf die Oberfläche des in Eimern befindlichen Wassers gelegt. Beim Tragen der Eimer, insbesondere mittels einer über die Schultern gelegten Schanne, behindert der Schwimmer die Bewegung des Wassers und verhindert so ein Herausschwappen.